# Accademia elettorale di scienze e belle lettere

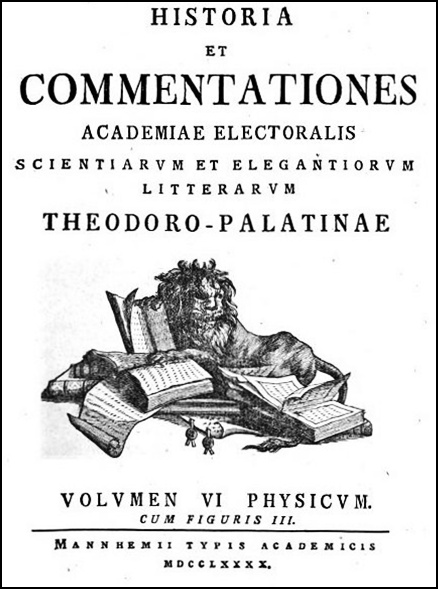
Frontespizio di un volume degli Acta Academiae Theodoro-Palatinae

L'Accademia elettorale palatina di scienze e belle lettere (tedesco:  Kurpfälzische Akademie der Wissenschaften; latino: Academia Electoralis Scientiarum et Elegantiorum Litterarum) fu l'accademia ufficiale dell'Elettorato del Palatinato.

## Storia
Essa fu fondata nel 1763 dal conte palatino del Reno ed Elettore del Sacro Romano Impero Carlo Teodoro ed aveva sede a Mannheim. Il numero dei membri ordinari era piccolo, vi erano tuttavia membri straordinari ed onorari.
Inizialmente l'Accademia, detta "teodoro-palatina" dal nome del suo fondatore, era divisa in due sezioni, quella di storia e scienze naturali che aveva sede a Mannheim ed il Collegium Anatomico-Chirurgicum a Düsseldorf. Nel 1780 fu fondata la Societas Meteorologica Palatina come terza sezione: fu la prima società meteorologica nel mondo.

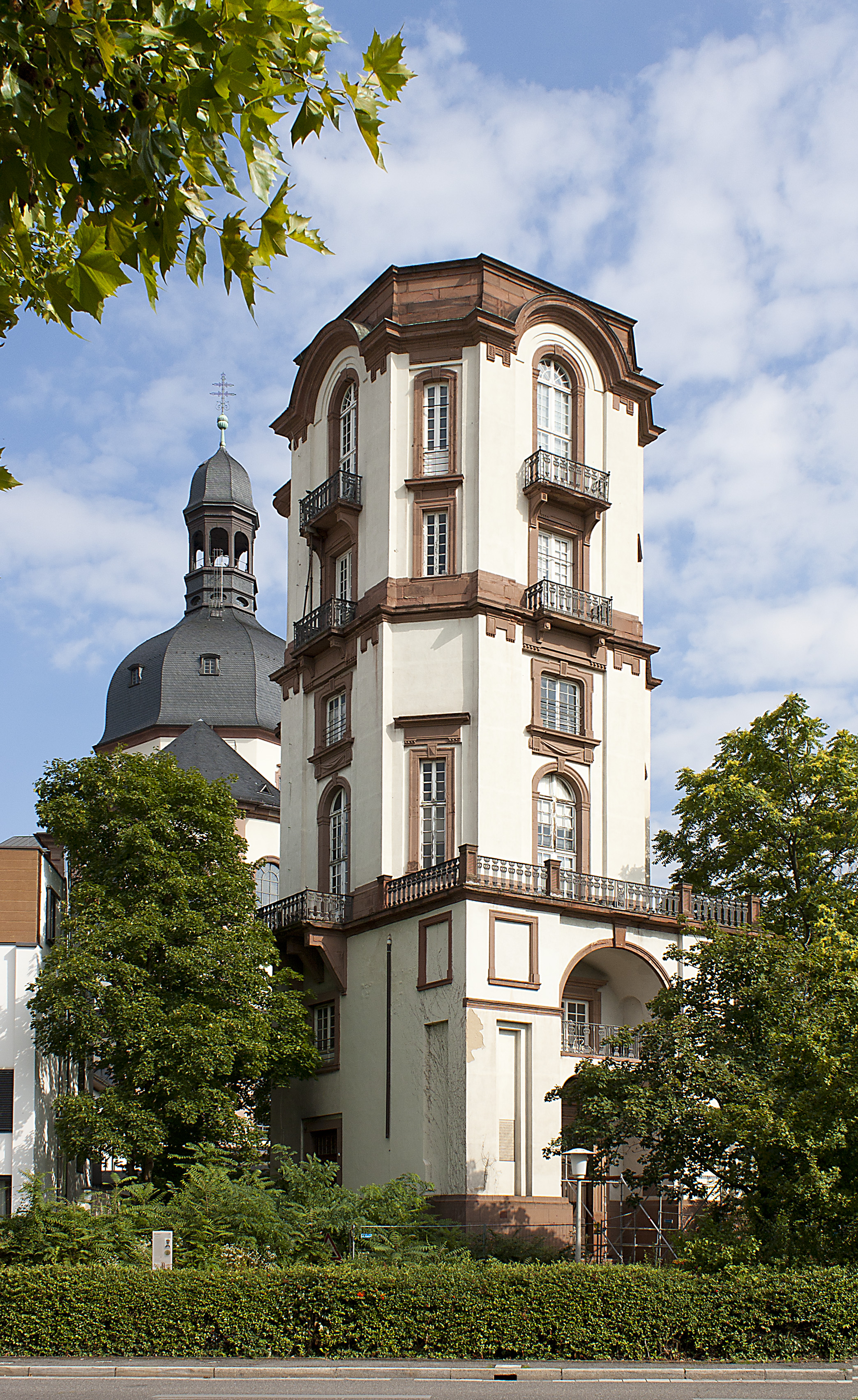
L'osservatorio astronomico di Mannheim

Carlo Teodoro fu un tipico sovrano illuminato e perciò destinò all'Accademia la ragguardevole somma di 35 milioni di fiorini. L'Accademia fu quindi dotata di vari istituti scientifici: di un gabinetto di scienze naturali
ospitato nel palazzo di Mannheim, di un gabinetto di fisica, dell'Osservatorio astronomico di Mannheim e di un orto botanico. I risultati delle ricerche erano regolarmente pubblicati sugli Acta Academiae Theodoro-Palatinae.
Con l'unificazione del Palatinato all'Elettorato di Baviera, nel 1777, l'Accademia di Mannheim entrò in concorrenza con l'Accademia bavarese delle scienze. Nel 1803, con l'annessione al Granducato di Baden della parte di Palatinato ad est del Reno in cui si trovava Mannheim (mentre la parte ad ovest del Reno veniva annessa all'Impero francese) l'Accademia teodoro-palatina entrò definitivamente a far parte dell'Accademia bavarese delle scienze.

## Soci illustri
- Daniel Bernoulli (1700–1782); membro straordinario[2]
- Cosimo Alessandro Collini (1727–1806); membro ordinario[3]
- Paul Henri Thiry d'Holbach (1723–1789); membro straordinario[4]
- Johann Nikolaus von Hontheim (1701–1790), membro onorario[2]
- Nikolaus Joseph von Jacquin (1727–1817); membro straordinario[5]
- Adam František Kollár (1713–1783), membro straordinario[6]
- Benjamin Thompson (1753–1814); membro onorario[7]
- François Arouet de Voltaire (1694–1778), membro onorario[8]